# Тихон (Углянский)
Тихон (в миру Тимофей Феодорович Углянский; ум. 1871) — архимандрит Дмитровско-Борисоглебского и Ново-Голутвинского Троицкого монастырей Русской православной церкви и педагог.

## Биография
Родился в семье священника Тамбовской епархии. Сначала воспитывался в Тамбовской духовной семинарии, где пробыл до первого года богословского класса. По определению Московского академического правления Тихон с середины богословского курса послан был в Казанскую духовную семинарию для обучения там татарскому языку.
В 1822 году он окончил семинарский курс, после чего определен был в Тамбовское уездное училище преподавателем татарского языка; в 1823 году Тихон был переведен в Лебедянь на должность инспектора духовных училищ и преподавателя латинского языка, пространного катехизиса и географии. В 1826 году его вторично назначили в Тамбовское уездное училище.
В 1828 году он был пострижен в монашество и получил священническую степень. В 1829 году Тихон, продолжая преподавание в уездном училище, занял место учителя татарского языка в Тамбовской духовной семинарии.
В 1831 году отец Тихон был назначен на должность инспектора Тамбовского уездного училища и присутствующим членом в местное попечительство о бедных духовного звания, а также награждён набедренником.
В 1833 году его переместили в Московскую епархию, где он продолжал свою педагогическую деятельность в качестве смотрителя сначала звенигородских, затем перервинских и, наконец, дмитровских духовных училищ.
В 1835 году отец Тихон во внимание к его заслугам возведен был в сан архимандрита с назначением на должность настоятеля Дмитровского Борисоглебского монастыря и присутствующего в духовном правлении. Здесь он оставался до 1846 года, когда перемещен был в Коломенский Ново-Голутвинский Троицкий монастырь, причем и здесь присутствовал в духовном правлении. В этой должности Углянский оставался до самой смерти, которая последовала 7 февраля 1871 года.